# No Can Do
"No Can Do" – piosenka pop/funk stworzona przez Geeki, George’a Astasio, Jasona Pebwortha, Jona Shave’a, Richarda Hughesa, Tim Rice-Oxleya i Toma Chaplina na szósty album studyjny brytyjskiego girlsbandu Sugababes, Catfights and Spotlights (2008). Wyprodukowany przez Si Hulberta oraz The Invisible Men i zawierający sample z nagrania "Yes It's You" Sweet Charlesa Sherrella, wydany został jako drugi singel promujący krążek dnia 22 grudnia 2008 w Wielkiej Brytanii.

## Wydanie singla
W Wielkiej Brytanii singel zadebiutował dnia 21 grudnia 2008 na pozycji #94 oficjalnego notowania najlepiej sprzedających się singli UK Singles Chart. Utwór znalazł się na liście przed oficjalną premierą w formacie singla CD, zajmując miejsce jedynie dzięki sprzedaży w systemie digital download. Dwa tygodnie później „No Can Do” zanotował wysoki awans o sześćdziesiąt miejsc osiadając na pozycji #23 i czyniąc z utworu dwudziesty drugi singel girlsbandu, który zajął pozycję w Top 40 notowania UK Singles Chart.

## Teledysk
Teledysk do singla nagrywany był w ostatnim tygodniu października 2008. Klip miał premierę dnia 20 listopada 2008 za pośrednictwem strony internetowej aceshowbiz.com. Wideoklip ukazuje członkinie zespołu wykonujące codzienne czynności za pomocą przedmiotów, które stworzone zostały z ciał roznegliżowanych mężczyzn. Amelle Berrabah opisała klip jako „cholernie dobry”. Koncepcja teledysku zaczerpnięta została z twórczości brytyjskiego artysty pop-art, Allena Jonesa.

## Listy utworów i formaty singla
Promocyjny CD singel
1. "No Can Do" (WAWA Club Mix)
2. "No Can Do" (WAWA Radio Edit)
3. "No Can Do" (Bimbo Jones Club Mix)
4. "No Can Do" (Bimbo Jones Radio Edit)
5. "No Can Do" (Mowgli Club Mix)
6. "No Can Do" (Mowgli Radio Edit)

Brytyjski CD singel
(Wydany dnia 29 grudnia 2008)
1. "No Can Do"
2. "No Can Do" (Mowgli Club Mix)
3. "No Can Do" (Bimbo Jones Club Mix)
4. "Spiralling" (BBC Radio 1 Live Lounge)

Brytyjski singel digital download
(Wydany dnia 22 grudnia 2008)
1. "No Can Do"

## Pozycje na listach
| Lista przebojów (2008) | Najwyższa pozycja |
| ---------------------- | ----------------- |
| UK Singles Chart       | 23                |

## Daty wydania
| Region          | Data            | Format           |
| --------------- | --------------- | ---------------- |
| Wielka Brytania | 22 grudnia 2008 | digital download |
| Wielka Brytania | 26 grudnia 2008 | CD singel        |